# Friedaviadukt

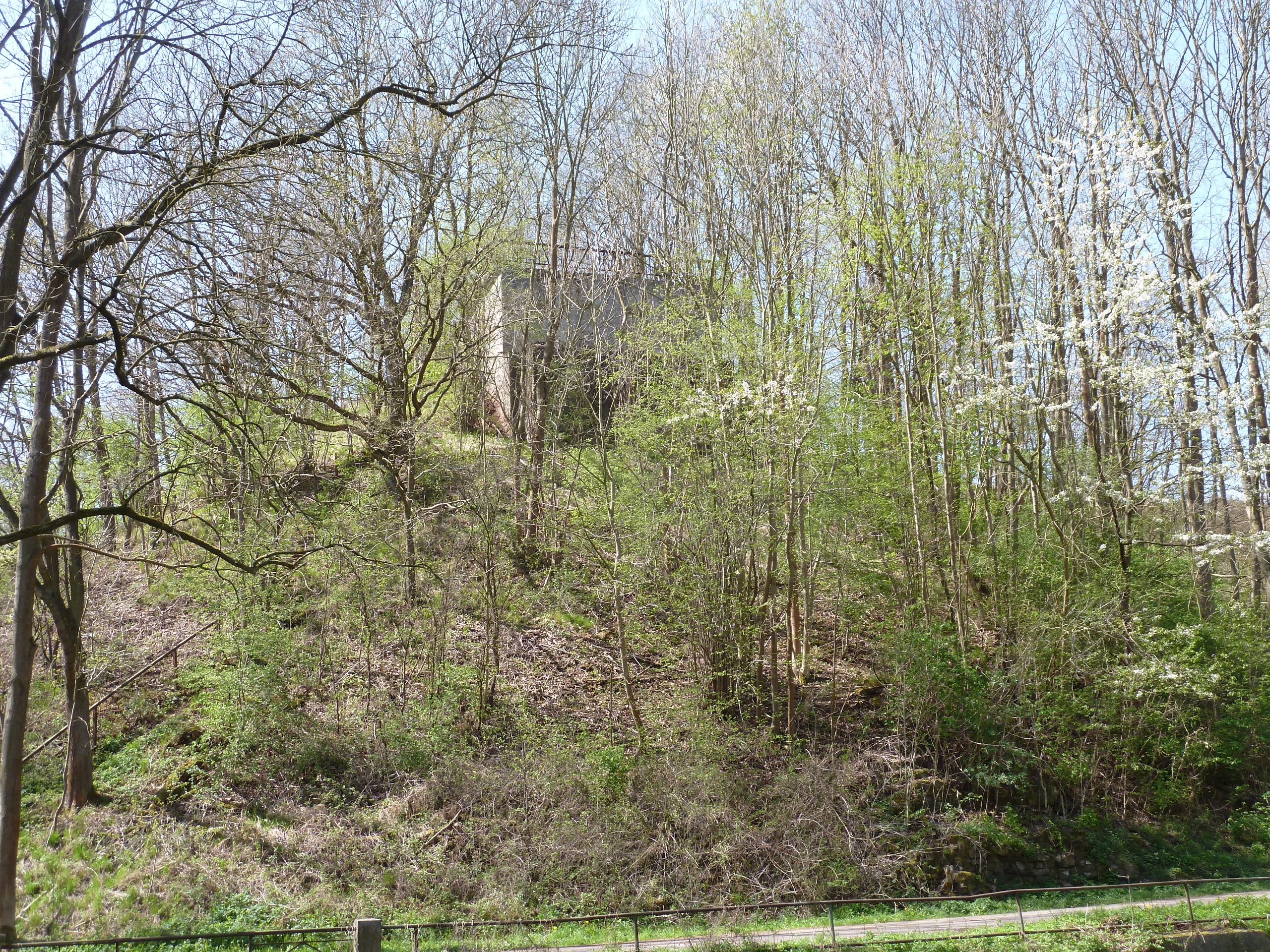
Das westliche Widerlager des Friedaviaduktes (2012)

Der Friedaviadukt war eine Eisenbahnbrücke der Bahnstrecke Leinefelde–Treysa im Zuge der Kanonenbahn. Er überquerte nördlich des Ortes Frieda, seit 1971 Teil der Gemeinde Meinhard im hessischen Werra-Meißner-Kreis, das Tal der Frieda, 1400 Meter von der Landesgrenze Hessen /Thüringen entfernt.
Der bei Streckenkilometer 38,82 bis 38,91 gelegene Friedaviadukt wurde bis 1880 mit dem Streckenabschnitt Silberhausen Trennungsbahnhof – Eschwege errichtet, der am 15. Mai 1880 in Betrieb genommen wurde. Das Bauwerk hatte eine Länge von 98,70 m und eine Höhe von 25,70 m und zählte neben dem Lengenfelder Viadukt zu den herausragenden Bauwerken der Strecke. Über das zweigleisig ausgelegte Bauwerk wurde auch die 1914 eröffnete Bahnstrecke Heiligenstadt–Schwebda geführt.
Wie auch der Lengenfelder Viadukt war der Überbau des Friedaviaduktes zunächst mit einer Fischbauchträgerkonstruktion ausgeführt. Als sie Anfang der 1930er Jahre bauliche Mängel aufwies, wurde sie durch Kastenträger ersetzt. Zu Beginn des Zweiten Weltkrieges wurde die Brücke auf eingleisige Betriebsführung umgestellt und die Träger des zweiten Gleises demontiert.
Am 3. April 1945 sprengten zurückweichende Einheiten der Wehrmacht die Brücke. Auf Grund der Lage des Bauwerkes nach Kriegsende unmittelbar an der Zonen- und Innerdeutschen Grenze wurde es nicht wieder aufgebaut und die Bahnstrecke blieb dauerhaft unterbrochen. Die in drei Teile geborstenen Brückentrümmer wurden erst in den 1970er Jahren beräumt. Ende der 1980er Jahre wurden dann auch die westlich anschließenden Gleise zum benachbarten Friedatunnel zurückgebaut, auf denen sich bis zuletzt ein abgestellter Schadwaggon befand.